# Patiromer
Il Patiromer (Patiromer sorbitex calcium) è un farmaco di recente introduzione per il trattamento nell'adulto dell'iperkaliemia (elevata concentrazione di potassio nel sangue). Il farmaco è commercializzato in polvere per sospensione orale su prescrizione medica.

## Chimica
Chimicamente è un polimero a scambio di cationi legante il potassio non assorbito dalla mucosa intestinale. Il nome chimico della molecola è polimero cross-linked di 2-fluoroprop-2-enoato con dietinilbenzene e octa-1,7-diene in combinazione con D-glucitolo. È insolubile in acqua e in metanolo. Si presenta come una polvere amorfa di colore dal biancastro al marroncino.

## Meccanismo di azione
Agisce legando il potassio nel tratto gastrointestinale e diminuendone l'assorbimento. Non viene assorbito; è eliminato con le feci.

## Indicazioni
È indicato nel trattamento dei pazienti con insufficienza renale acuta e cronica, nei quali i reni non hanno la capacità di mantenere i livelli di potassio ematici nel range dei valori normali, e nell'iperkaliemia dello scompenso cardiaco causata da farmaci che inibiscono il sistema renina-angiotensina-aldosterone (ACE-inibitori, inibitori dell'angiotensina o sartani, diuretici risparmiatori di potassio). 
L'uso del Patiromer per sospensione orale non è appropriato per la correzione rapida dell'iperkaliemia, in situazioni di urgenza, poiché il suo effetto sulla concentrazione ematica del potassio potrebbe richiedere ore o giorni.
In caso di grave iperkaliemia si deve ricorrere a rimedi a rapida azione come il Calcio gluconato e.v., l'infusione di glucosio e Insulina e.v., il Salbutamolo in aerosol, il Sodio polistirene sulfonato per via orale e rettale, diuretici dell'ansa come la Furosemide, fino all'emodialisi.
L'FDA ha approvato il Patiromer con questa indicazione il 15 ottobre 2015. Anche l'Agenzia italiana AIFA ha comunicato la notizia dell'approvazione del Patiromer da parte dell'FDA.

## Effetti indesiderati
Gli effetti indesiderati del Patiromer riportati negli studi clinici sono stati: stipsi, ipomagnesemia, diarrea, nausea, dolori addominali e flatulenza. Un altro rischio importante è l'eccessiva diminuzione della kaliemia. Altri effetti negativi possono derivare dall'azione sull'assorbimento di altri farmaci somministrati in associazione.

## Studi clinici
L'azienda produttrice comunica l'esecuzione di otto studi clinici nelle fasi 1, 2 e 3 di approvazione del farmaco; tra questi, uno di fase 3, che ha sperimentato la sicurezza e l'efficacia di un trattamento di lungo termine per un anno e un altro che ha valutato il tempo di inizio dell'effetto sulla kaliemia.
Il Patiromer non è approvato per l'uso in Europa.
Un altro farmaco per il trattamento dell'iperkaliemia è il Sodio polistirene sulfonato, già in commercio in Italia.